# Кацбахский
Кацбахский — посёлок в Кизильском районе Челябинской области России. Административный центр Кацбахского сельского поселения.

## История
Был основан в 1842 году при образовании Новолинейного района. Заселялся казаками из расформированного 3 и 5 кантонов Оренбургского казачьего войска (176 человек) и казаками из расформированного Ставропольского калмыцкого войска (46 человек). Однако 3 и 5 кантоны были расположены в разных населенных пунктах, в частности, казаки заселявшие Кацбах, были переведены из Сорочинской крепости, ныне город Сорочинск Оренбургской области. Из-за отсутствия в селе церкви до 1859 года ритуальные обряды производились в Николаевской походной церкви станицы Полоцкой. Постройка собственной церкви началась в 1856 году и закончилась в 1859 году. Посёлок назван в память о сражении на реке Кацбах, в Силезии русских войск с наполеоновской армией 28 августа 1813 года.

## География
Через посёлок протекает река Зингейка. Расстояние до районного центра села Кизильского 64 км.

## Население
| 2002 | 2010 |
| ---- | ---- |
| 869  | ↘844 |

По данным Всероссийской переписи, в 2010 году численность населения посёлка составляла 844 человека (402 мужчины и 442 женщины).
Проживают русские, башкиры.

## Улицы
Уличная сеть посёлка состоит из 16 улиц.

## Религия
Православные храмы
- Церковь Рождества Христова